# Flower Girl
Flower Girl es una película de 2013 perteneciente al género comedia romántica, filmada y localizada en Lagos (Nigeria). Dirigida por Michelle Bello, cuenta la historia de Kemi (Damilola Adegbite), que desea casarse con Umar (Chris Attoh), un joven que ansía progresar en su carrera. Cuando aparecen problemas en su relación, Kemi busca la ayuda del actor Tunde Kulani (Blossom Chukwujekwu) y elaboran un plan para recuperar el amor perdido. La película fue llamada la «carta de amor» de Bello hacia Lagos debido a que muestra sus paisajes en alta definición. Bello escribió el guion mientras estudiaba para su maestría en la Universidad Regent en Virginia Beach para una de sus asignaturas.

## Argumento
Kemi trabaja en la floristería de sus padres y desea casarse para tener una vida como la de las parejas casadas. Cuando su novio Umar rompe con ella en vez de proponerle matrimonio, como ella imagina, después de haber sido ascendido en el trabajo, Kemi tiene un accidente de auto. Allí conoce a Tunde Kulani, un actor estrella de Nollywood, que está dispuesto a hacerse pasar por el nuevo novio de la florista para recuperar su amor. El mensaje de la película se relaciona con el compromiso en el matrimonio y la desesperación por casarse. La directora afirmó que su largometraje es acerca de «aprender qué es el amor».

## Reparto
- Damilola Adegbite
- Chris Attoh
- Blossom Chukwujekwu
- Eku Edewor
- Patrick Doyle
- Teni Aofiyebi
- Tosan Edremoda-Ugbeye
- Ahide Adum
- Grace Agu
- Angela Adiele
- Jude Orhorha

## Estreno y recepción
El estreno mundial de Flower Girl tuvo lugar el 13 de febrero de 2013 en Lagos, Nigeria, para el día de san Valentín. Además, fue elegida oficialmente para el Hollywood Black Film Festival de 2013. Cuando llegó a Ghana, agotó funciones, y de hecho, llegó a estrenarse en Londres el 4 de octubre.
Recibió reseñas polarizadas: tuvo un puntaje de 6,6 en IMDb y un 33% en Rotten Tomatoes. Una reseña del sitio web Pulse elogió los personajes de Damilola Adegbite y Eku Edewor, junto con la fotografía y la ambientación, pero criticó al personaje de Chris Attoh y comentó que «el éxito de la película está arruinado por la pobre optimización del sonido y la monótona selección musical», pero que pese a estos defectos, habría que verla. Otra reseña, de Babso.org, menciona que la película muestra «una imagen auténtica de los buenos aspectos de Nigeria, no de la Nigeria que los medios extranjeros siempre presentan»; también afirma que, cuando se estrenó en Greenwich el 26 de septiembre, los críticos y los espectadores que fueron al estreno no hallaron nada para criticarle.

## Premios
- Logro en la iluminación - Premios de la Academia del Cine Africano de 2013[11]
- Mejor diseño de escenografía - Nollywood Movies Awards de 2014[3]
- Mejor diseño de sonido - Nollywood Movies Awards de 2014[12]
- Mejor banda sonora (para Efya) - Nollywood Movies Awards de 2014[12]
- Mejor edición - Nollywood Movies Awards de 2014[12]
- Nueva película de Nollywood favorita - Screen Nation Awards de 2014[13]
- Mejor actriz secundaria - Africa Magic Viewer's Choice Awards de 2014[14]
- Mejor guion (comedia) - Africa Magic Viewer's Choice Awards de 2014[14]
- Mejor película - Black Film Festival de 2013[15]